# Empoasca clypeata
Empoasca clypeata är en insektsart som beskrevs av Qin och Zhang 2008. Empoasca clypeata ingår i släktet Empoasca och familjen dvärgstritar. Inga underarter finns listade i Catalogue of Life.